# 金根洪
金根洪（韓語：김근홍），韓國電視劇導演。

## 作品列表

### 電視劇
- 2005年：MBC《姊妹海》
- 2007年：MBC《李祘》
- 2009年：MBC《善德女王》
- 2011年：MBC《階伯》
- 2013年：MBC《龜巖許浚》
- 2015年：MBC《讓女人哭泣》
- 2019年：MBC《Welcome 2 Life》
- 2021年：MBC《直到瘋狂》

## 外部連結
- NAVER （页面存档备份，存于）